# Östergötlands runinskrifter 233
Ög 233 är en runsten som står om står rest på kyrkogården vid Östra Stenby kyrka.

## Stenen
Stenen består av grafitgrå granit. Den är 1,3 m hög, 1 m bred, och 0,3 m tjock. Runhöjden är 12 cm.
Tillsammans med fem andra runstenar (Ög 232, Ög 234, Ög 235, Ög 236, och Ög ATA580/75) står den uppställd längs den gång som leder från kyrkogårdens västra ingång fram till kyrkans ingång genom tornet. Ytterligare en runsten, Ög 231, finns inne i kyrkan.

## Inskriften
Runorna är djupa och tydliga, men slingerlinjerna är mycket grunda.
Translitterering av runraden:
+ uibaurn + risti + stin + þasa + aftiʀ + þurkiʀ + bruþur + sin
Normalisering till runsvenska:
Vibiorn ræisti stæin þennsa æftiʀ Þorgæiʀ, broður sinn.
Översättning till nusvenska:
Vibärn reste denna sten efter Torger, sin broder.
Troligen rör det sig om samma Vibärn som även låtit resa Ög 46 efter en annan broder. Troligen rör det sig även om samme ristare i båda fallen.

## Historia
Ög 233 påträffades tillsammans med fem andra runstenar i grunden till det gamla medeltida kyrktornet när det revs vid ombyggnaden av kyrkan 1858-60. Ög 232-Ög 236  murades in i den södra korsarmens innerväggar (Ög 231 placerades på kyrkans vind och har sedermera placerats inne i kyrkan), med inskriptionerna synliga. När kyrkan återigen renoverades och byggdes om 1939 så togs runstenarna ut från muren och placerades på kyrkogården, tillsammans med en sjätte runsten,  Ög ATA580/75, som återfunnits liggande i kyrkans yttermur i vinkeln mellan långhuset och södra korsarmen.